# Romulus (geslacht)
Romulus is een kevergeslacht uit de familie van de boktorren (Cerambycidae). De wetenschappelijke naam van het geslacht werd voor het eerst geldig gepubliceerd in 1948 door Knull.

## Soorten
Romulus is monotypisch en omvat slechts de volgende soort:
- Romulus globosus Knull, 1948